# 唐坊站
唐坊站是位于河北省唐山市丰南区唐坊镇的一个铁路车站，车站建于1881年，已于2006年11月30日津秦沈电气化铁路改造工程中正式关闭撤销。原为四等站，有津山铁路经过该站，车站及其上下行区间均已电气化，距离北京站240公里，隶属北京铁路局管辖。